# 別廖扎
別廖扎（羅馬化：Biaroza）是白俄罗斯布列斯特州別廖扎區内的城市及该区的行政中心。該市距離首府布列斯特約105公里，2010年人口29,400。第二次世界大戰期間，納粹德國在1941年6月佔領該鎮，超過8,000名猶太人被殺。

## 外部連結
- Photos on Radzima.org（页面存档备份，存于）
- Biaroza on Googlemaps
- Kartuz-Bereza, Our Town Memorial Book （页面存档备份，存于） on jewishgen.org
- Kartuz-Bereza cemetery